# Bernardo Dolmos Vengoa
Bernardo Dolmos Vengoa (Sicuani, 12 de marzo de 1955) es un ingeniero agrónomo, dirigente sindical y político peruano. Fue diputado por el departamento del Cusco durante el disuelto periodo 1990-1992.

## Biografía
Nació en la localidad de Sicuani, ubicado en la provincia de Canchis del departamento del Cusco, el 12 de marzo de 1955.
Cursó sus estudios primarios y secundarios en su ciudad natal y los superiores en la Universidad Nacional de San Antonio Abad del Cusco, donde estudió la carrera de Ingeniería agrónoma entre 1973 y 1979. También estudió en la Universidad Tecnológica del Perú la carrera de Informática.
Fue presidente de la Federación Universitaria del Cusco en 1978 y como dirigente sindical fue secretario de organización del Sindicato de Choferes y Transportistas y de la Federación de Estudiantes del Perú. Ocupó también la primera vicepresidencia de la Federación Departamental de Trabajadores del Cusco en el año 2005.

## Carrera política
Como político, Bernardo Dolmos se inicia como militante del Partido Comunista del Perú - Patria Roja en el año 1970, ejerciendo luego como secretario general del partido. Luego se integró a la coalición Izquierda Unida y fue coordinador regional entre 1985 y 1990.
En 1990, participó en las elecciones parlamentarias como candidato a  diputado por el departamento del Cusco por Izquierda Unida y resultó elegido con 5,249 votos para el periodo parlamentario 1990-1995. Sin embargo, su cargo fue disuelto el 5 de abril de 1992 por el autogolpe de estado decretado por el presidente Alberto Fujimori, siendo luego parte de la oposición al régimen.
Fue candidato sin éxito a la alcaldía de la provincia del Cusco en las elecciones municipales de 1993 y luego en las elecciones del año 2002 por el Movimiento Nueva Izquierda.
En las elecciones del 2006 intentó nuevamente su elección en el Congreso de la República, sin embargo, no tuvo éxito.